# Майлаваддаван (Грама Ніладхарі)
Грама Ніладхарі Майлаваддаван (№ 197D) — Грама Ніладхарі підрозділу ОС Еравур-Патту, округ Баттікалоа, Східна провінція, Шрі-Ланка.